# Wrocław Muchobór

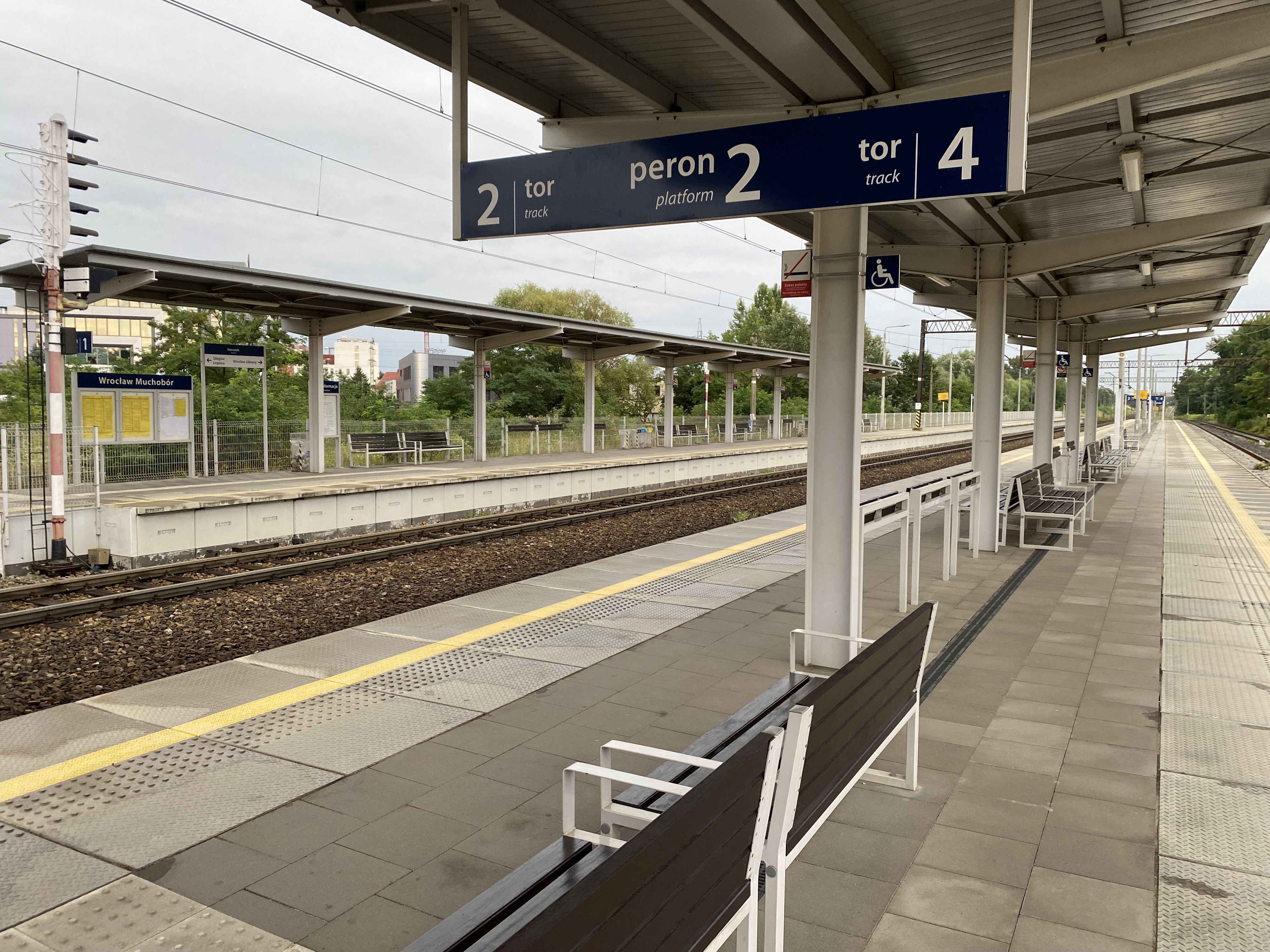

Wrocław Muchobór – stacja kolejowa we Wrocławiu, przy ulicy Traktatowej na osiedlu Muchobór Mały, leżąca na skrzyżowaniu linii kolejowych nr 273 (Wrocław – Głogów – Zielona Góra – Szczecin) i 275 (Wrocław – Guben).  
Na stacji zatrzymują się tylko pociągi osobowe Kolei Dolnośląskich kursujące tymi liniami w kierunku Głogowa, Legnicy oraz Zielonej Góry. Jest ważnym węzłem kolejowym, skąd bierze (od strony płn.-zach.) swój początek obwodnica towarowa Wrocławia. Na przestrzeni kilkudziesięciu lat nazwę Muchobór lub Mochbern nosiły trzy stacje, poprzednio na Muchoborze Wielkim (obecnie Wrocław Zachodni) i na Gądowie (obecnie Wrocław Gądów).  
W obrębie stacji znajduje się Lokalne Centrum Sterowania uruchomione w 2011 roku. 

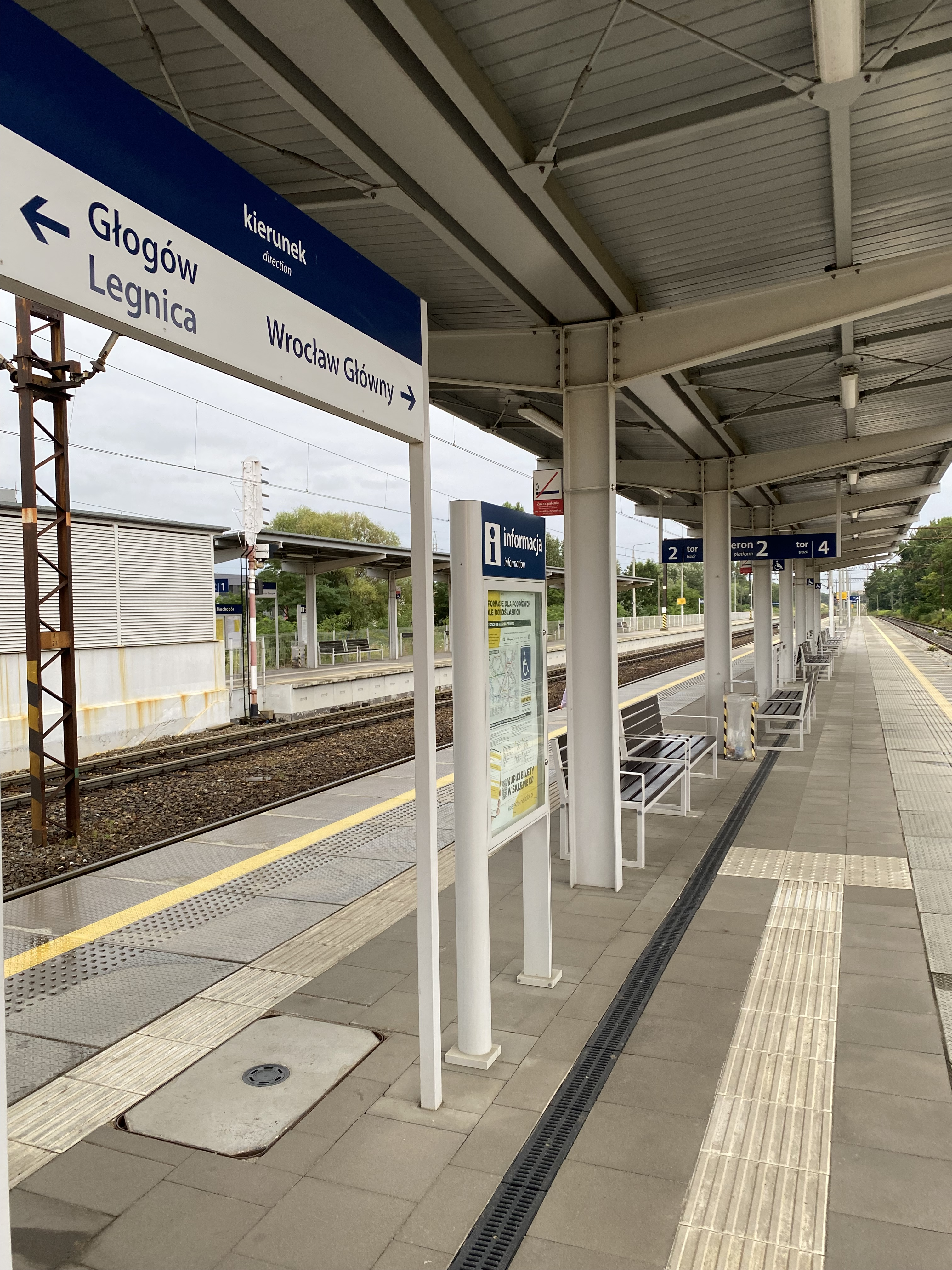

## Ruch pasażerski
| Rok  | Wymiana pasażerska na dobę |
| ---- | -------------------------- |
| 2017 | 700-999                    |
| 2022 | 700-999                    |
| 2023 | 1 100                      |

## Galeria

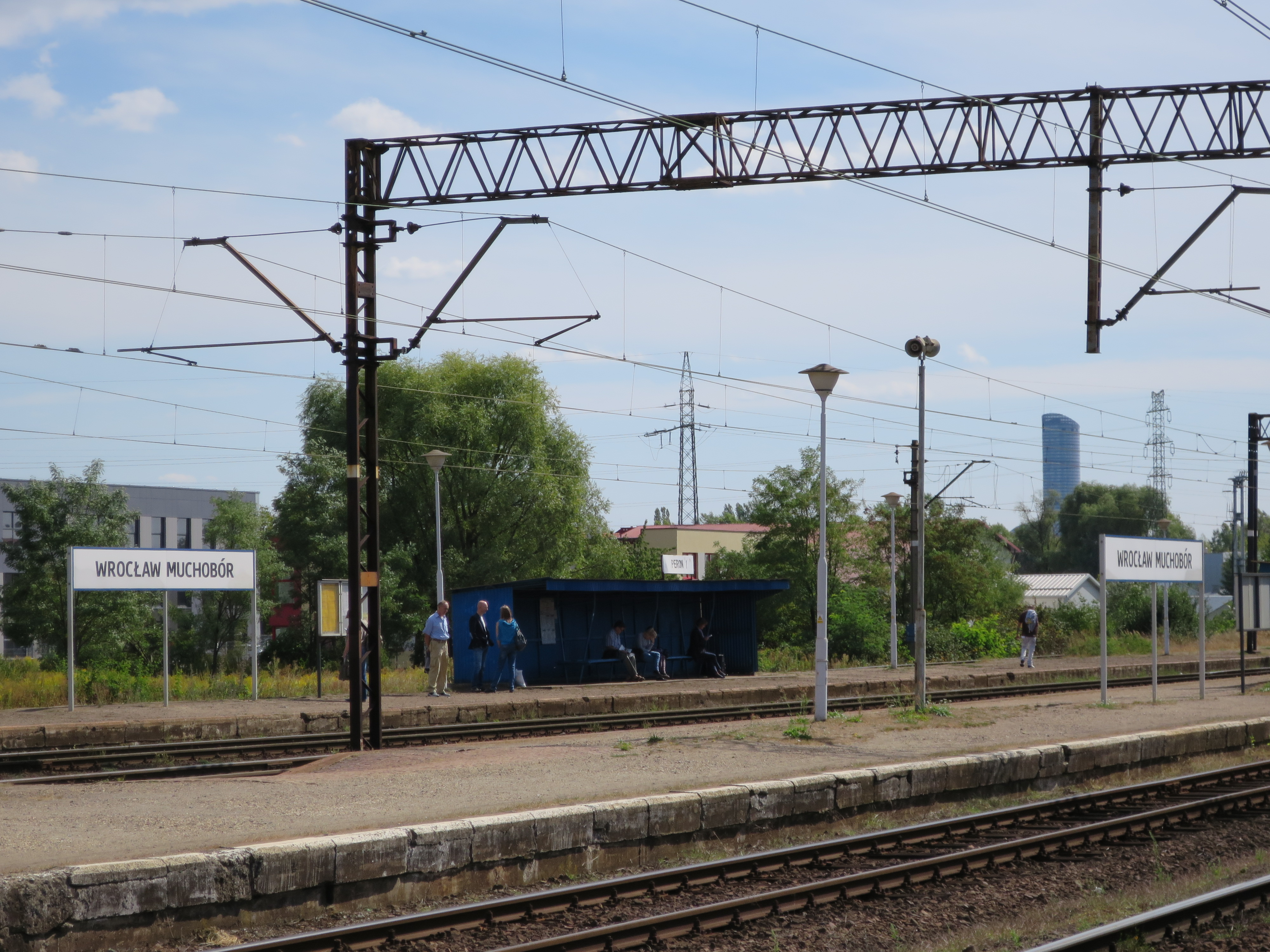
Widok na stację i otoczenie
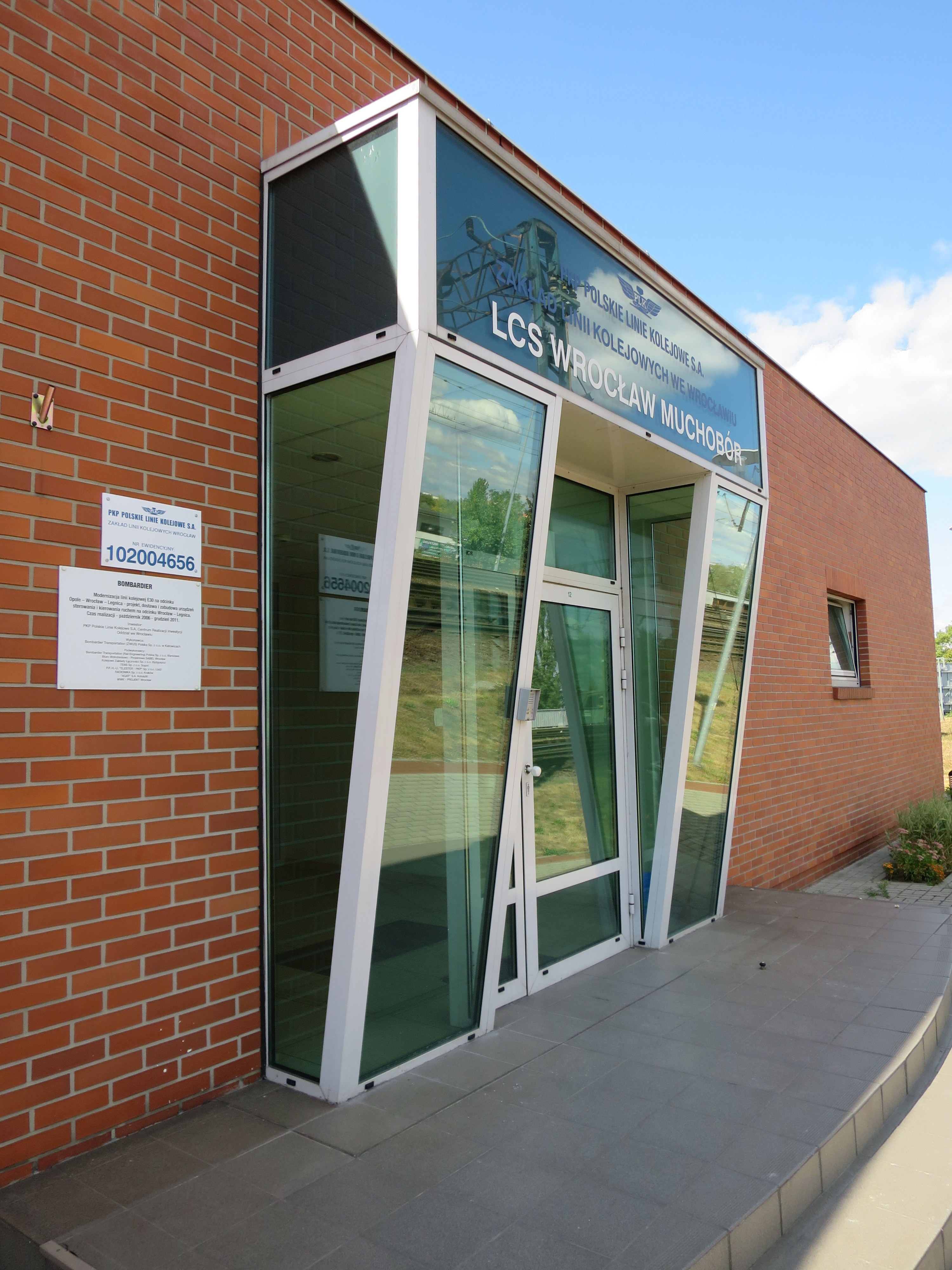
LCS Wrocław Muchobór "WM"
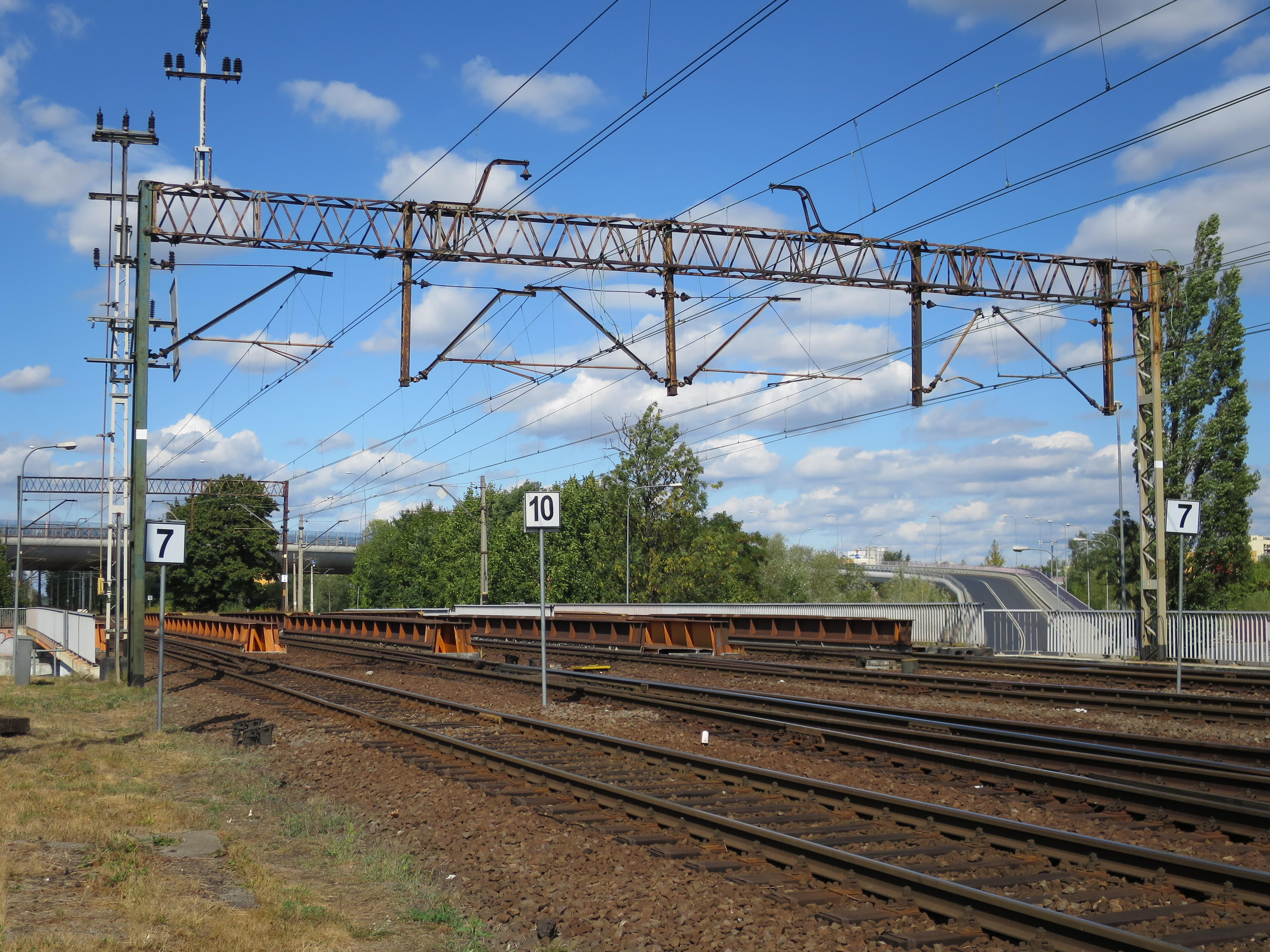
Sąsiadujący ze stacją wiadukt